# Coccothrinax camagueyana
Coccothrinax camagueyana là loài thực vật có hoa thuộc họ Arecaceae. Loài này được Borhidi & O.Muñiz mô tả khoa học đầu tiên năm 1981.